# 鄂州北站
鄂州北站位于中华人民共和国鄂州市华容区临江乡、距鄂州城区约15公里，是武九铁路上的火车站，站场中心位于该线K67+472处，由武昌车务段管辖。车站目前仅办理货运业务，不办理客运业务，货运办理整车普通货物无限制，主要运送武汉新港三江港区和鄂钢厂区间转运的金属矿石、煤炭及钢材。
鄂州北站及三江港区铁路工程于2013年开工，2016年8月24日车站启用。车站代替了原樊口站的通过车流及为鄂州西站服务的作用，樊口站在鄂州北站投入运营后关闭。鄂州北站设有7条到发线，其中2条为正线；货场内设有3条尽头货物线、1条整列装卸线及通往三江港区的专用线，同时车站货场设有连接武九铁路上行正线的上行疏解线。2019年1月10日，车站正式开办与三江港的铁水联运业务。